# Roman Iwanowitsch Kusmin

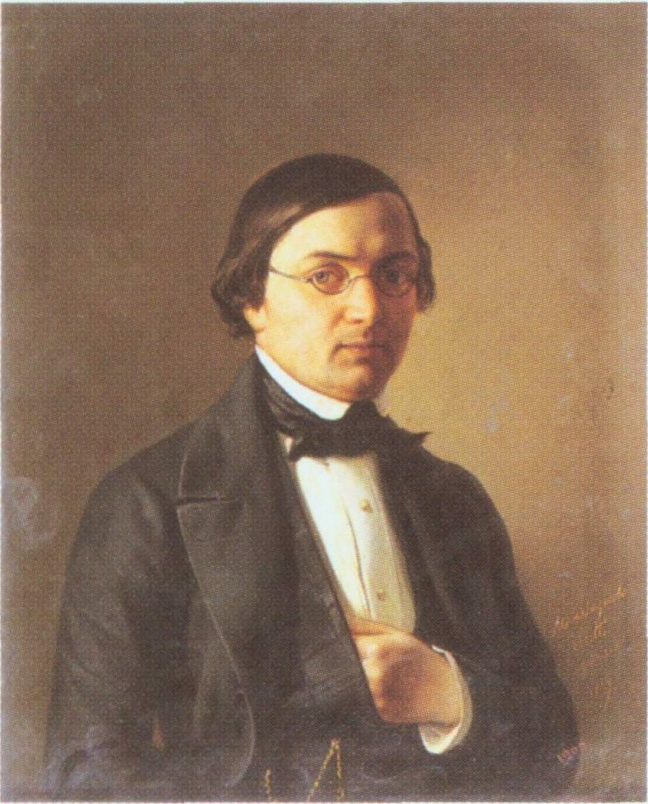
Roman Iwanowitsch Kusmin (M. I. Skotti, 1849, Russisches Museum)

Roman Iwanowitsch Kusmin (russisch Роман Иванович Кузьмин; * 30. Septemberjul. / 12. Oktober 1811greg. in Nikolajew; † 12. Novemberjul. / 24. November 1867greg. in St. Petersburg) war ein russischer Architekt.

## Leben
Kusmin studierte in St. Petersburg als Pensionär der Schwarzmeer-Kosaken-Sitsch an der Kaiserlichen Akademie der Künste (IACh) mit Abschluss 1832 als Klassischer Künstler mit der Kleinen Goldmedaille für das Projekt eines geistlichen Seminars. 1833 folgte für ein anderes Programm das Projekt eines Herrenhauses eines reichen Grundherrn, worauf er die große Goldmedaille mit einem Auslandsstipendium der IACh erhielt.
Ab 1834 studierte Kusmin zunächst im europäischen Teil des Osmanischen Reiches und in Griechenland hauptsächlich die Byzantinische Kirchenarchitektur. Dann war er in Rom mit der Restaurierung des Trajansforums beschäftigt. 1840 kehrte er nach St. Petersburg zurück. Für seine unterwegs angefertigten Arbeiten wurde er zum Akademiker der IACh ernannt. Er projektierte nun das Gebäude der Medizinisch-Chirurgischen Akademie mit Kliniken und weiteren Gebäuden, worauf er zum Professor der IACh befördert wurde.
Nun war Kusmin Chefarchitekt des Hofintendantur-Kontors und führte Bauten für das Hofamt aus, darunter auch Gebäude für die kaiserlichen Marställe. Er baute das Schloss Gattschina um und erweiterte es. 1844–1849 baute er mit Harald Julius von Bosse in St. Petersburg die Kotschubei-Villa. Er baute 1846–1852 unter Beteiligung Konstantin Andrejewitsch Thons in Gattschina die Paulskathedrale. Er restaurierte die Dreifaltigkeitskirche der russischen Botschaft in Athen unter Beteiligung Johann Waldemar Stroms (bis 1854) und in Kronstadt den 3. Offiziersflügel der Marine-Offiziersversammlung (1856–1858 mit M. N. Wetoschnikow). Er war am Umbau der Hofkapelle beteiligt (1857). Mit dem Bildhauer David Jensen baute er das Utin-Mietshaus (1858–1860) in St. Petersburg. Wieder mit Strom baute er 1859–1861 die Alexander-Newski-Kathedrale in Paris. In Moskau modifizierte er die Planung Michail Lewestams des 1859–1862 gebauten Hauptgebäudes des Jaroslawler Bahnhofs. Im Auftrag Dmitri Jegorowitsch Benardakis baute er 1861–1865 in St. Petersburg mit Beteiligung Fjodor Borissowitsch Nagels die griechisch-orthodoxe Kirche der griechischen Botschaft, die dem Demetrios von Thessaloniki geweiht und im Deutsch-Sowjetischen Krieg während der Leningrader Blockade durch eine Bombe zerstört wurde. Sein letzter Bau war die Alexander-Newski-Marmorkapelle am St. Petersburger Sommergarten.
1861 wurde Kusmin zum Wirklichen Staatsrat (4. Rangklasse) ernannt.

## Ehrungen
- Orden des Heiligen Wladimir IV. Klasse
- Sankt-Stanislaus-Orden II. Klasse
- Russischer Orden der Heiligen Anna II. Klasse

## Werke

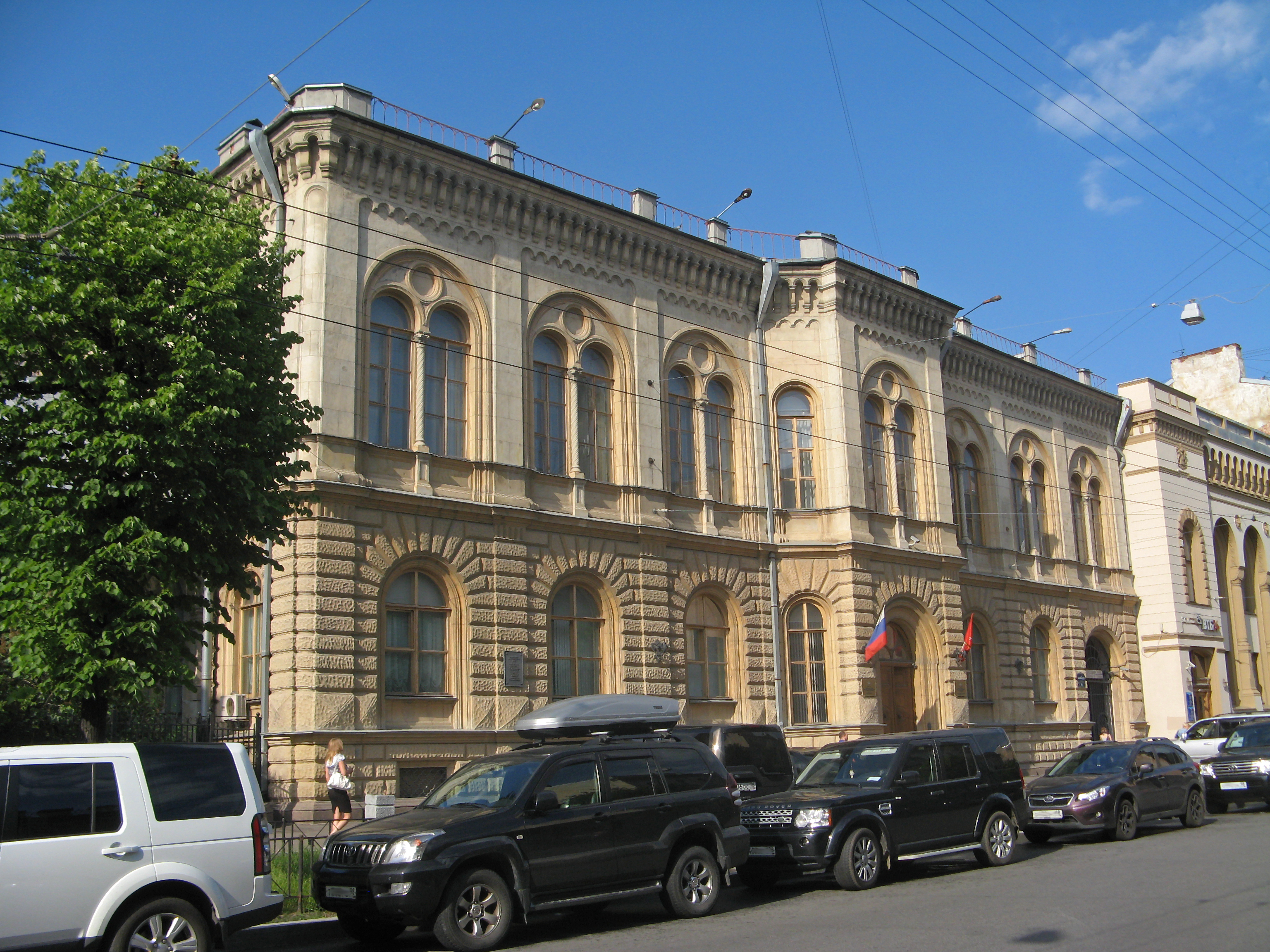
Kotschubei-Villa, St. Petersburg
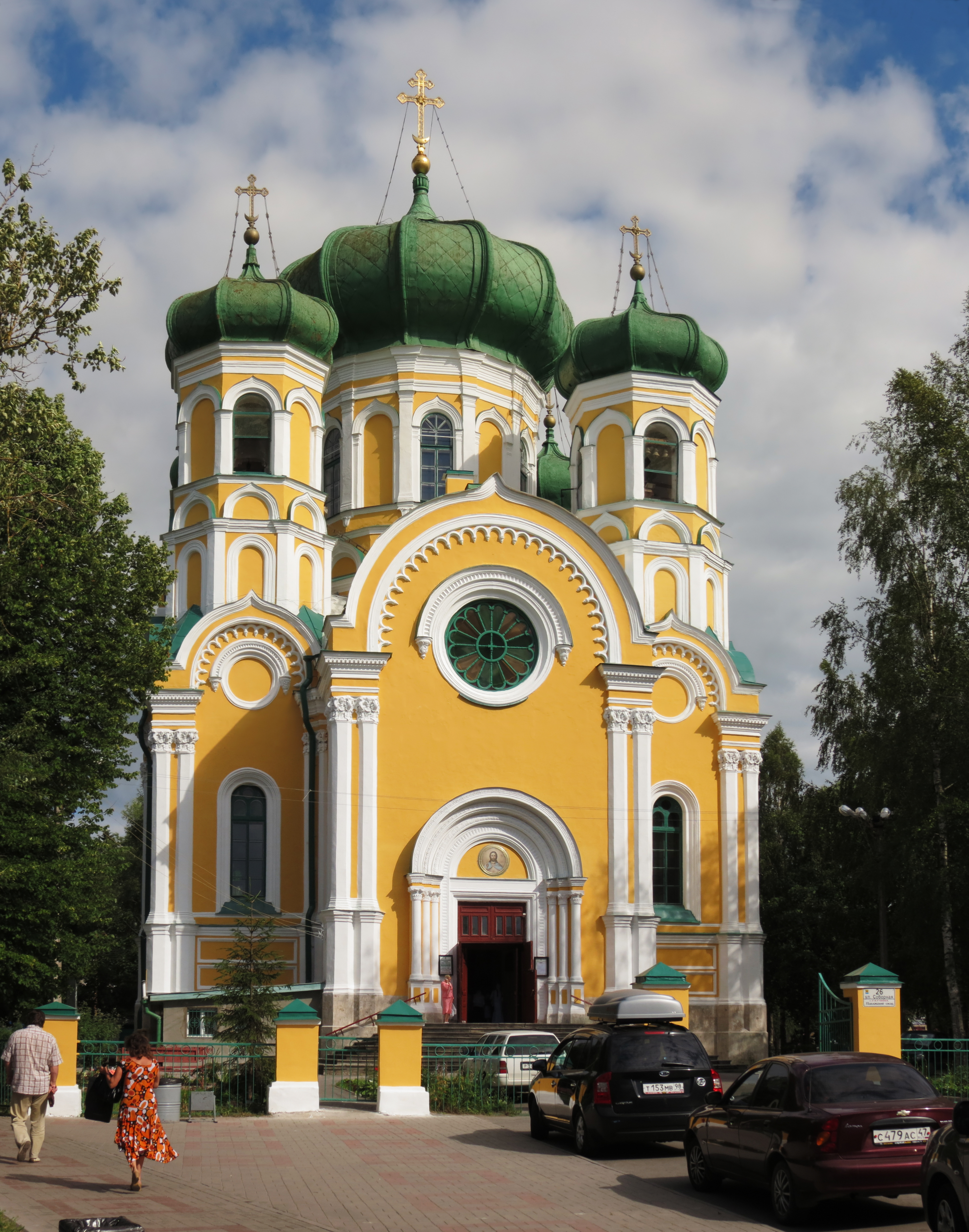
Paulskathedrale, Gattschina
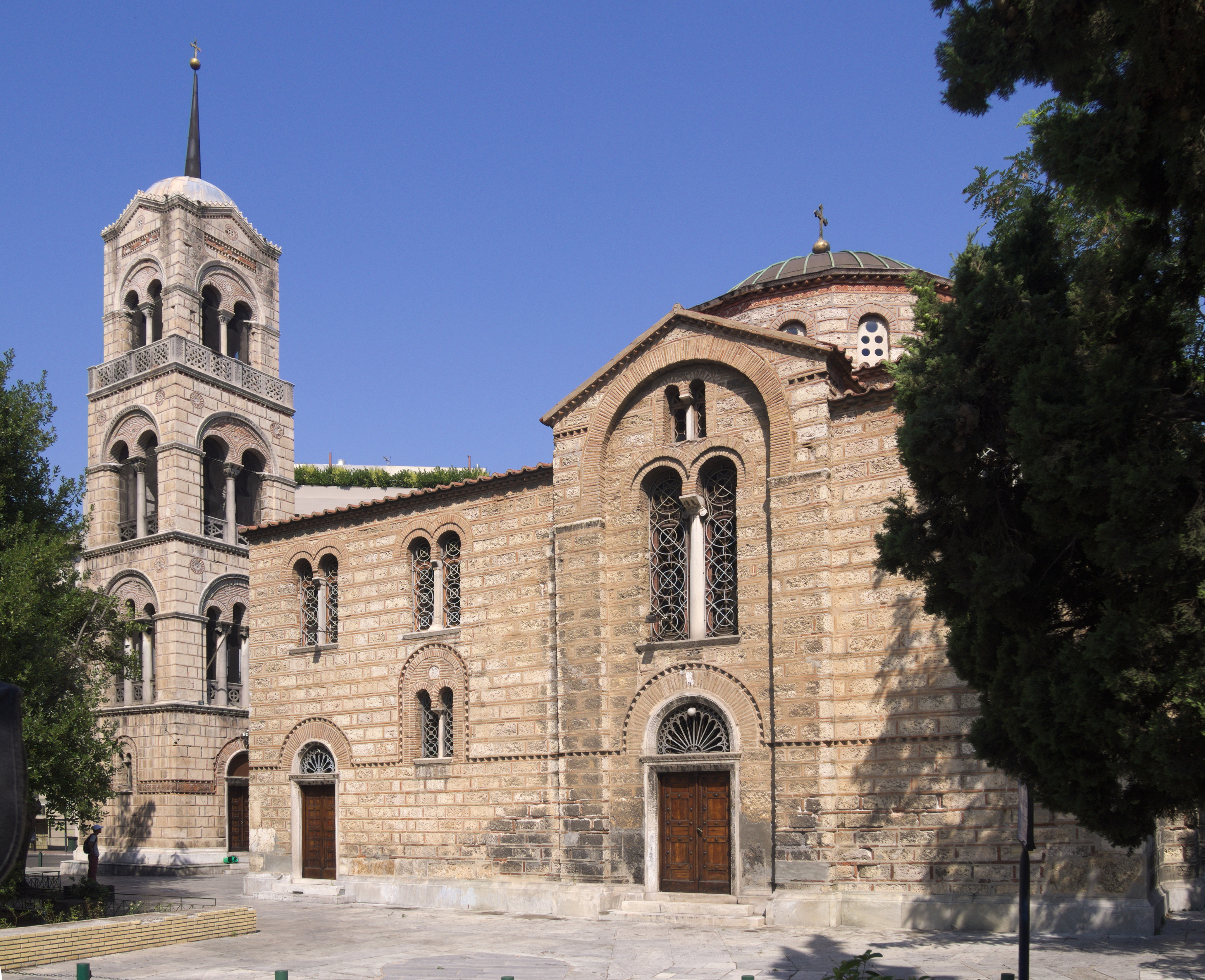
Dreifaltigkeitskirche, Athen
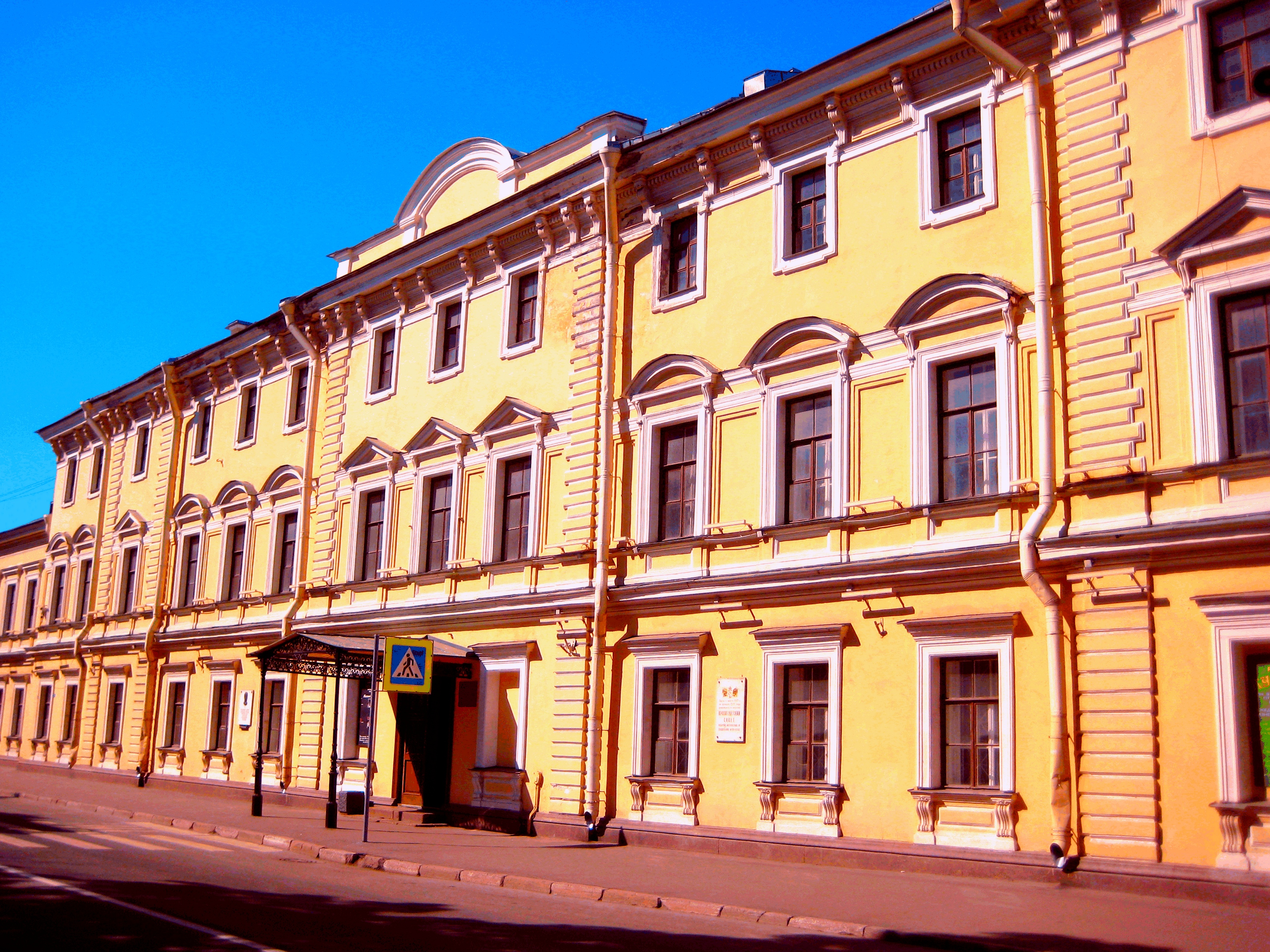
3. Offiziersflügel der Marine-Offiziersversammlung, Sowjetskaja Uliza 43, Kronstadt
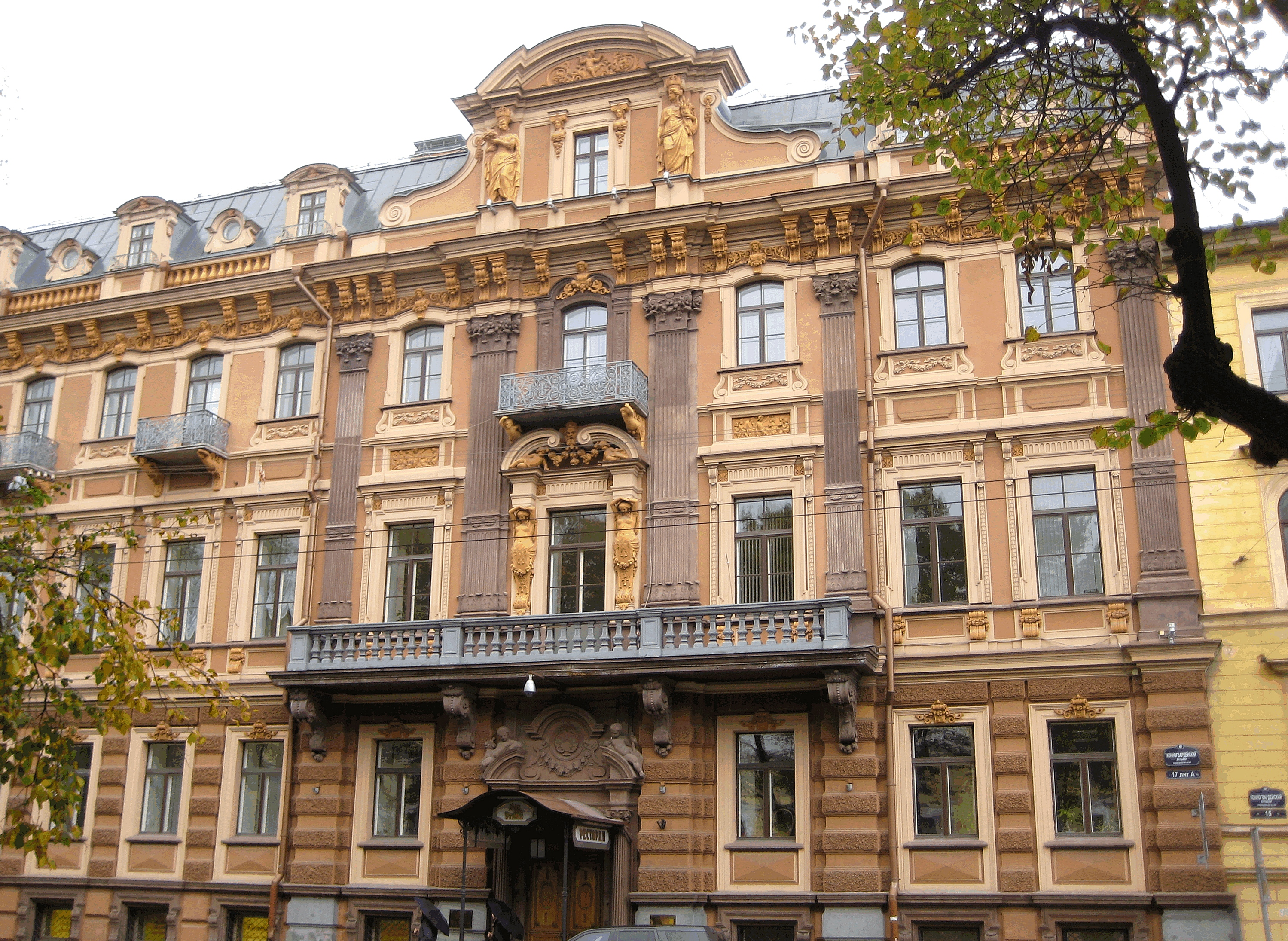
Utin-Mietshaus, Konnogwardeiski Bulwar 17, St. Petersburg
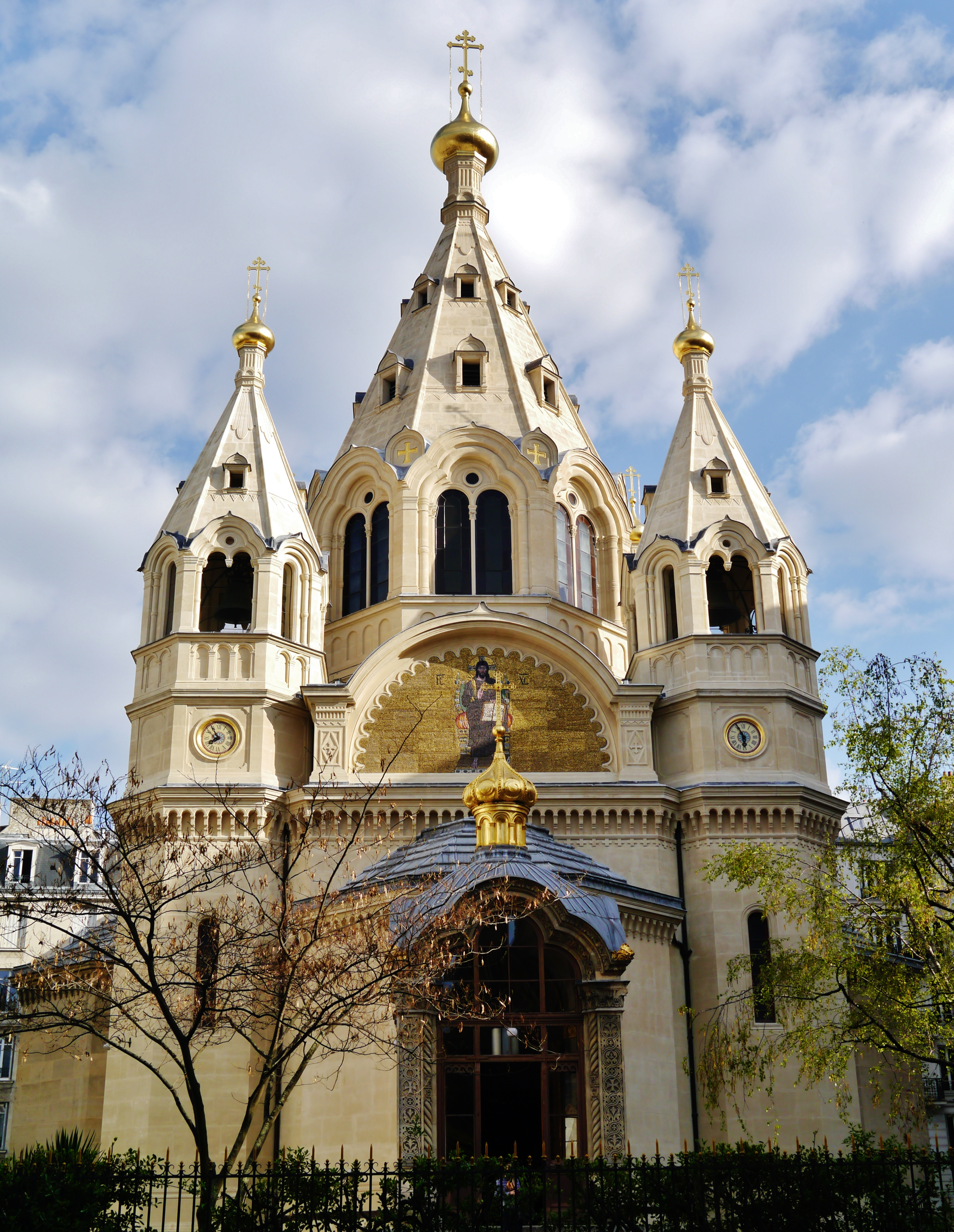
Alexander-Newski-Kathedrale, Paris
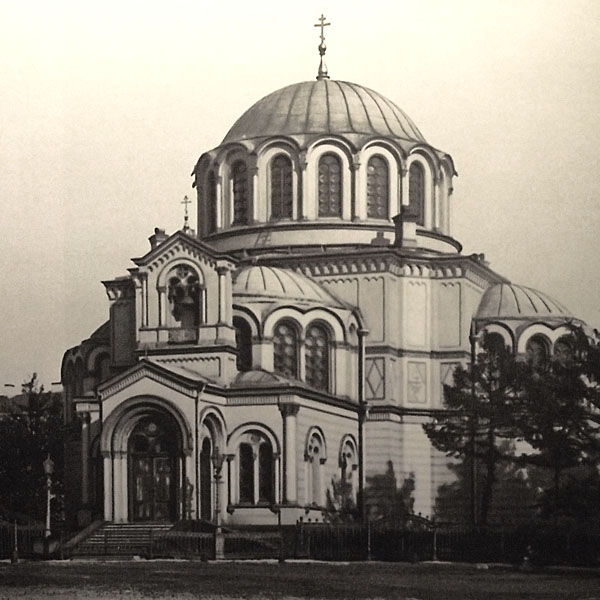
Griechische Kirche (nicht erhalten), St. Petersburg
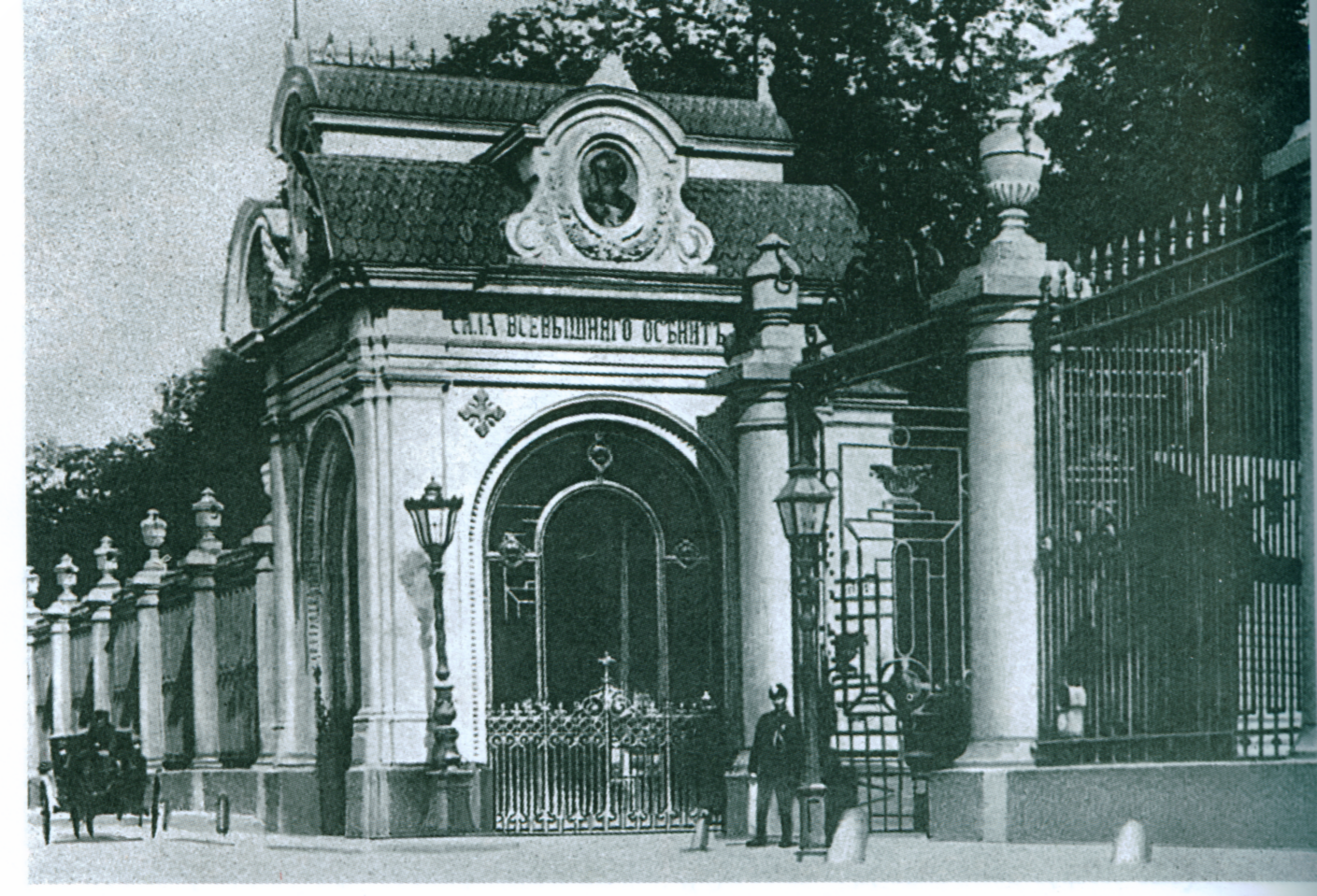
Alexander-Newski-Kapelle, Sommergarten, St. Petersburg